# Abroscelis anchoralis
Abroscelis anchoralis este o specie de insecte din genul Abroscelis, familia Carabidae.